# François Catonné
François Catonné (Parigi, 3 settembre 1944) è un direttore della fotografia francese.

## Riconoscimenti
- Premio César per la migliore fotografia
  - 1993: vincitore - Indocina

## Filmografia parziale
- Sole O (Soleil Ô), regia di Med Hondo (1967)
- Gli amici (Les amis), regia di Gérard Blain (1971)
- In nome dei miei (Au nom de tous les miens), regia di Robert Enrico (1983)
- La donna della mia vita (La femme de ma vie), regia di Régis Wargnier (1986)
- La rivoluzione francese (La révolution française), regia di Robert Enrico e Richard T. Heffron (1989)
- Il signore del castello (Je suis le seigneur du château), regia di Régis Wargnier (1989)
- Indocina (Indochine), regia di Régis Wargnier (1992)
- Una donna francese (Une femme française), regia di Régis Wargnier (1995)
- Tonka, regia di Jean-Hugues Anglade (1997)
- Actors (Les Acteurs), regia di Bertrand Blier (2000)
- Riunione di condominio (Mille millièmes), regia di Rémi Waterhouse (2002)
- Les côtelettes, regia di Bertrand Blier (2003)
- Per sesso o per amore? (Combien tu m'aimes?), regia di Bertrand Blier (2005)
- Boxes (Boxes - Les boîtes), regia di Jane Birkin (2007)
- Le Bruit des glaçons, regia di Bertrand Blier (2010)